# Forum Schwanthalerhöhe
Das Forum Schwanthalerhöhe (Eigenschreibweise: FORUM Schwanthalerhöhe, kurz FSH) ist ein Mitte 2019 eröffnetes Einkaufszentrum im Münchner Stadtviertel Schwanthalerhöhe (auch Westend genannt). Es liegt unweit nordwestlich der Theresienwiese. Mit einer Verkaufsfläche von rund 40.000 m² und 90 Geschäften gilt das am 6. Juni 2019 eröffnete Einkaufszentrum als das viertgrößte Münchens. Benannt ist das FSH (wie das gesamte Viertel) nach Ludwig von Schwanthaler, dem Erbauer der nahe gelegenen Bavaria-Statue.

## Geschichte

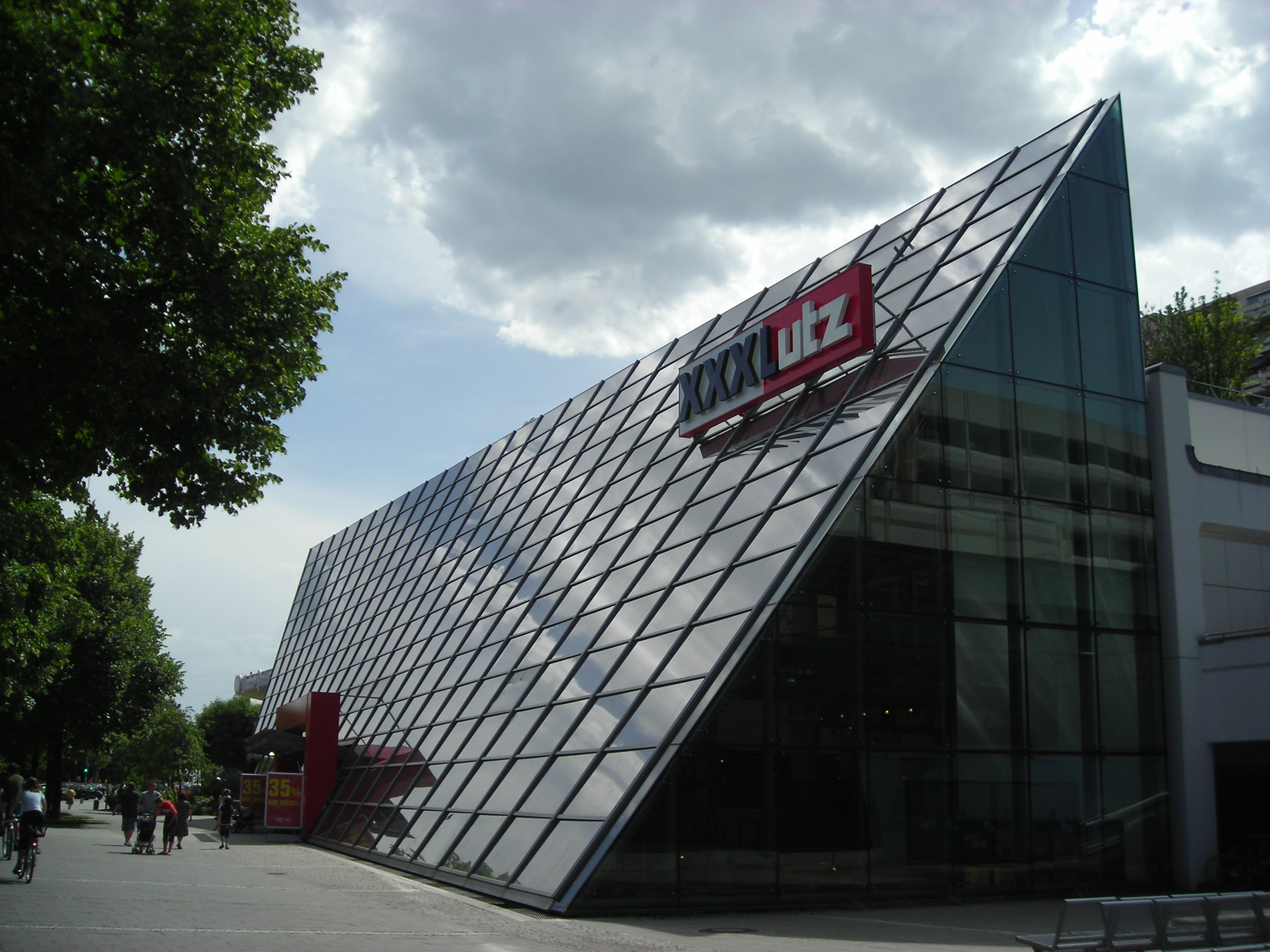
Der Haupteingang der 2015 geschlossenen XXXLutz-Filiale. Heute ist hier nach umfassenden Umbauten der Haupteingang zum FSH

Der Standort des heutigen Einkaufszentrums wird schon seit Jahrzehnten von großen Einzelhandelsfilialen geprägt. Die 2019–2022 und mittlerweile geschlossene zum FSH zugehörige Saturn-Filiale war die älteste Münchens. Am Ort des jetzigen Edeka-Supermarktes befand sich bis 2010 ein Outdoor-Center von Karstadt, später eine Filiale des Spielwaren-Händlers Toys “R” Us. Am Platz des heutigen zentralen Teils des FSH befand sich ein Einrichtungshaus von Karstadt, welches 2010 von der österreichischen Möbelhauskette XXXLutz übernommen und bis 2015 betrieben wurde.

## Verkehrsanbindung
Öffentlich ist das Forum Schwanthalerhöhe mit der U4 und U5 Haltestelle Theresienwiese zu erreichen. Die nächstgelegene Trambahnstation ist Holzapfelstraße der Linien 18 und 19, die nächstgelegene S-Bahn-Station die Hackerbrücke.
Eine kostenpflichtige Tiefgarage mit ca. 1000 Parkplätzen ist rund um die Uhr zugänglich. Es liegt grob mittig zwischen dem Mittleren Ring und dem Altstadtring.